# 三宝乡 (宾县)
三宝乡是中国黑龙江省哈尔滨市宾县下辖的一个乡，位于县城东南。辖区总面积316.72平方公里。2011年人口33484人。

## 历史沿革
清光绪七年（1881年）时属宾州厅民和社及陈义社。1935年7月设三岔河保和元宝河保，1940年改为三岔河村和元宝河村。1943年10月，原三岔河村和元宝河村合并新成立三宝村，两个村的村名中各取一字，故名“三宝”。1946年1月改为三宝区。其后数次改名，于1956年3月又分为和平乡、元宝乡、民有乡、1958年3月和平乡、元宝乡合并为三宝乡。